# Puerto de Formosa
El Puerto de Formosa es un puerto fluvial que se ubica en la margen derecha del Río Paraguay entre los kilómetros 1443 y 1448.
La zona portuaria presenta dos áreas claramente diferenciadas, la Terminal de Cargas (también denominada Puerto Nuevo) y la Terminal de Pasajeros o Puerto Viejo.

## Terminal de Pasajeros
26°10′54″S 58°09′44″O / -26.181561, -58.162201
Ubicada en la zona conocida como "Vuelta Fermoza", una curva natural del Río Paraguay que derivara en el nombre de Formosa.
Se accede por la Avenida 25 de Mayo y Costanera de Formosa. Desde allí parten diariamente embarcaciones de pasajeros que comunican a la Ciudad de Formosa con la localidad de Alberdi de la República del Paraguay.
La terminal de pasajeros es un pontón flotante que aloja las oficinas de Aduana y Senasa.

## Terminal de Cargas
26°11′56″S 58°08′51″O / -26.198949, -58.147501
Ubicada 2.5 kilómetros al sur de la terminal de pasajeros se encuentra la terminal de cargas conocido como el "Puerto Nuevo", un muelle frontal con 383 metros de longitud de frente de atraque de los cuales 230 metros están a
una cota de 11 metros.

### Derrumbe
En el mes de julio de 2019, se produjo el derrumbe de gran parte del muelle frontal.